# 阿基亚克 (阿拉斯加州)
阿基亚克（英語：Akiak），是美国阿拉斯加州的一座城市。该市的人口在2000年为309人，2010年有346人。人口在阿拉斯加州排行第79。